# Église San Giorgio de Portofino
L'église San Giorgio est une église catholique située à Portofino, en Ligurie en Italie.

## Localisation
L'église se situe sur une falaise surplombant la mer dans le village de Portofino, dans la ville métropolitaine de Gênes.

## Historique
La première construction de l'église, dédiée à Georges de Lydda, remonte au 1154. Elle est détruite pendant la seconde guerre mondiale, et reconstruite après le conflit.

## Galerie d'images

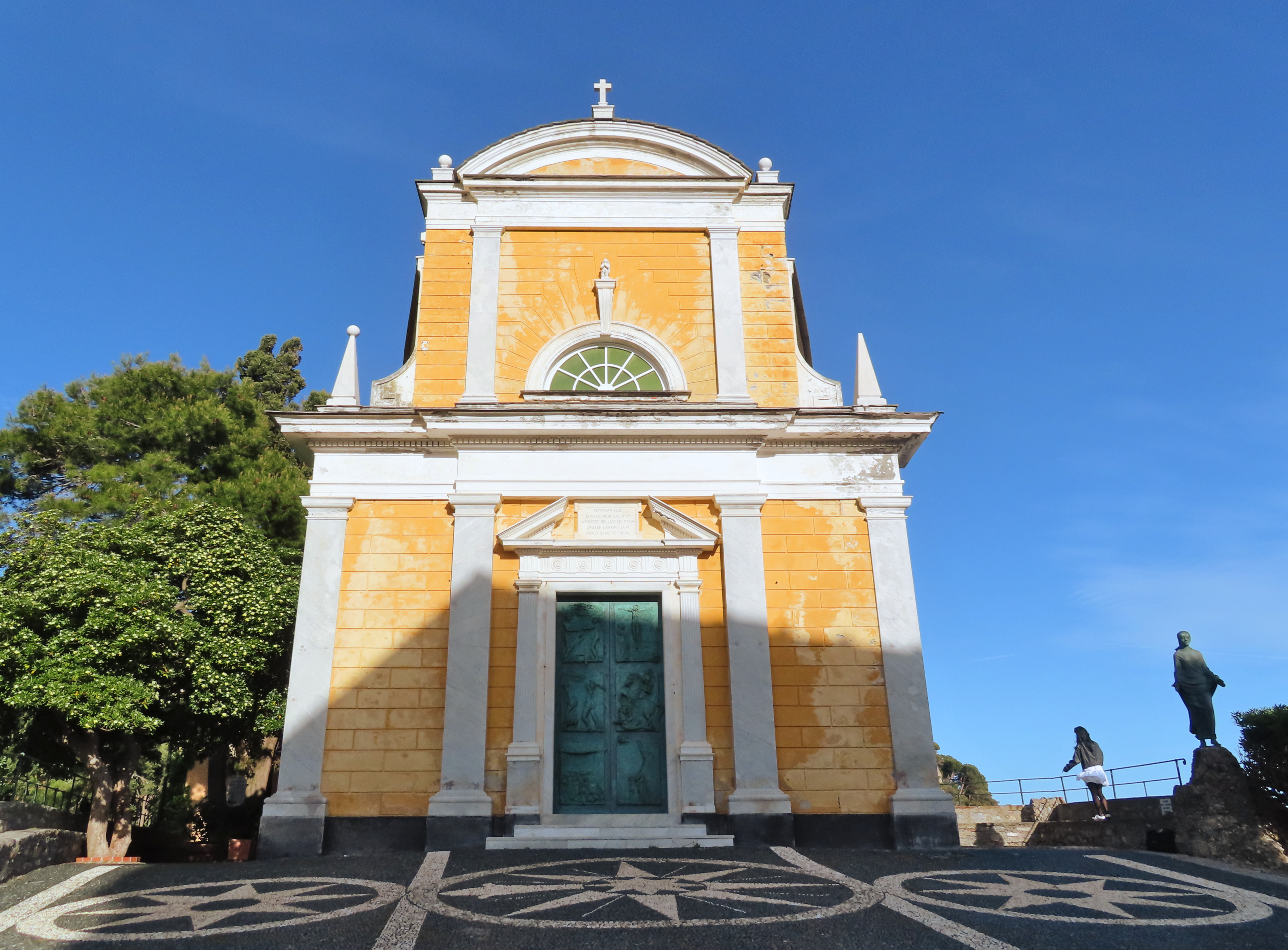
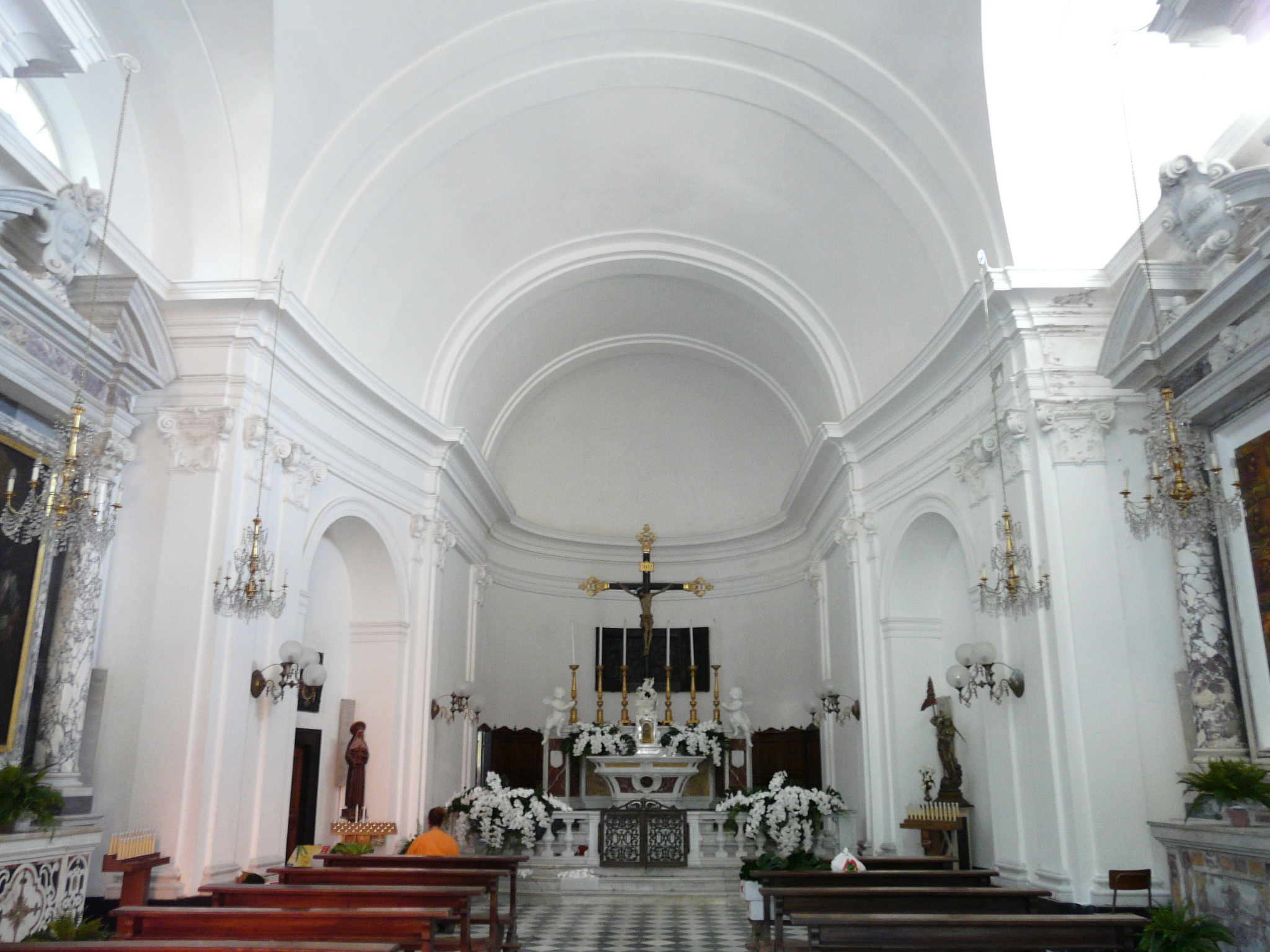
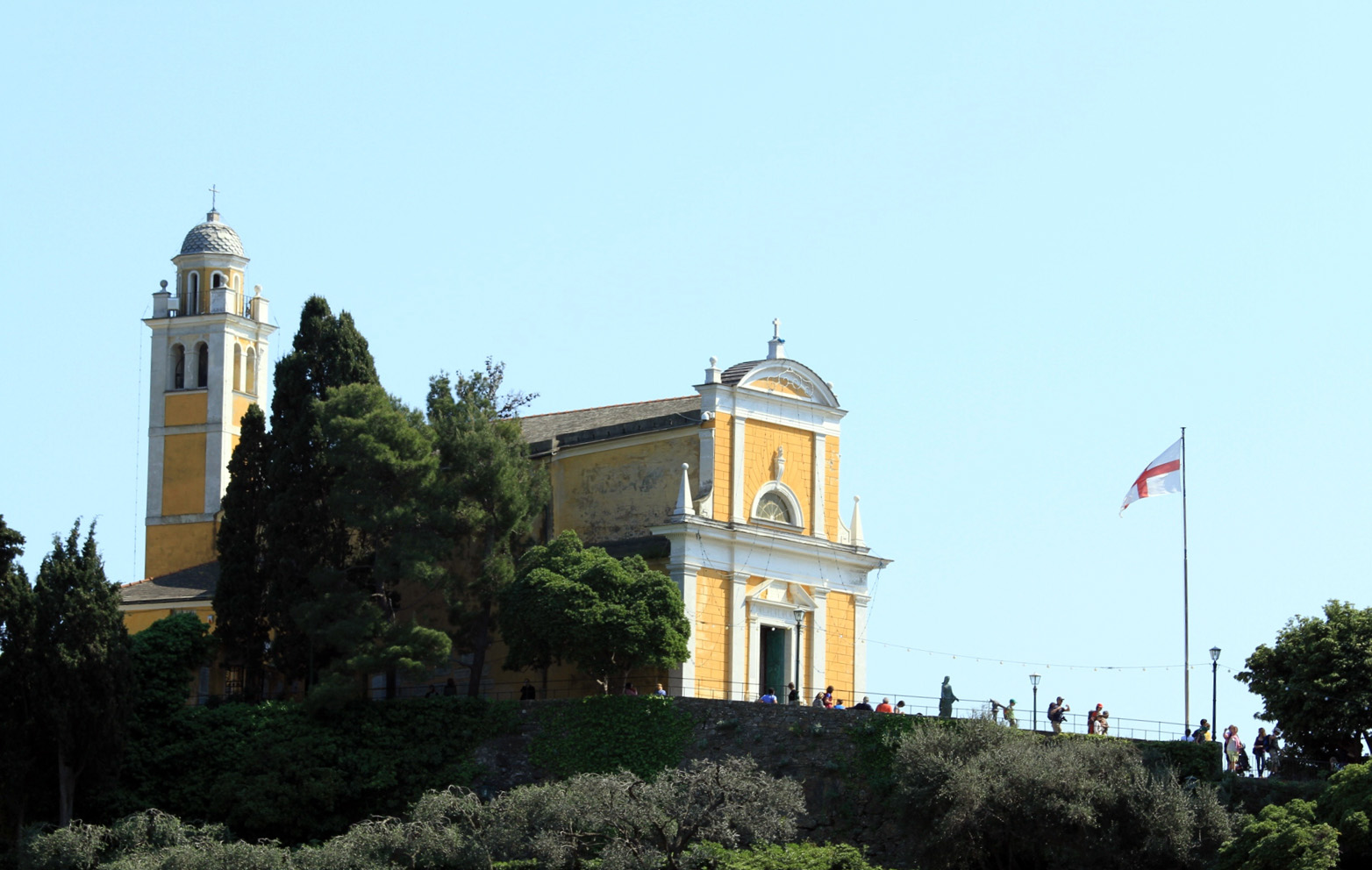